# Internegativ
Als Internegativ oder Zwischennegativ bezeichnet man in der Filmproduktion ein Duplikatnegativ, das zur Herstellung von Filmkopien benutzt wird.
Das Internegativ wird üblicherweise von einem Interpositiv entweder als optische Kopie angefertigt oder als Kontaktkopie. Das Interpositiv wiederum stammt als optische Kopie oder als Kontaktkopie vom Kameranegativ (Originalnegativ).
Alternativ kann das Internegativ von einem digital intermediate via Ausbelichtung produziert werden.
Um eine Kopiengeneration zu überspringen, kann ein Internegativ auch unter Umgehung eines Interpositivs als so genanntes Color Reversal Intermediate (CRI) direkt vom Kameranegativ erstellt werden. In diesem Fall spricht man allerdings meist von einem Duplikatnegativ.
Siehe auch: Zwischennegativ